# Нечуйвітер баскський
{{#ifeq:0|0|{{#if:Hieracium vasconicum|{{#if:|[[]}}|[[]]}}}}
Нечуйвітер баскський (Hieracium vasconicum) — вид рослин із родини айстрових (Asteraceae).

## Біоморфологічна характеристика
Це багаторічна рослина 50—90 см. Листки більш вузькі, до основи звужені, сидячі, вгорі поступово або раптово зменшуються, неправильно дрібно-пилчасто-зубчасті, з загостреною верхівкою, зверху голі; верхні — без довгих волосків, зірчасто запушені, світло-зелені.

## Середовище проживання
Зростає у Європі (Австрія, Болгарія, Чехія, Словаччина, Франція (у т. ч. Корсика), Німеччина, Угорщина, Італія, Україна (Крим), Нідерланди, Польща, Португалія, Румунія, пн. Іспанія, Швейцарія, Сербія та Косово, Словенія, Хорватія).
В Україні вид росте в лісах — на ПБК, досить рідко.